# Plagiochila rufifolia
Plagiochila rufifolia là một loài rêu trong họ Plagiochilaceae. Loài này được Steph. mô tả khoa học đầu tiên năm 1916.